# Danglang Hudong (sockenhuvudort i Kina, Inner Mongolia Autonomous Region, lat 41,67, long 112,91)
Danglang Hudong är en sockenhuvudort i Kina. Den ligger i den autonoma regionen Inre Mongoliet, i den norra delen av landet, omkring 140 kilometer nordost om regionhuvudstaden Hohhot. Antalet invånare är 9 269. Befolkningen består av 4 522 kvinnor och 4 747 män. Barn under 15 år utgör 12,0 %, vuxna 15-64 år 74 %, och äldre över 65 år 13,0 %.
Runt Danglang Hudong är det ganska glesbefolkat, med 38 invånare per kvadratkilometer. Det finns inga andra samhällen i närheten. Trakten runt Danglang Hudong består i huvudsak av gräsmarker.
Genomsnittlig årsnederbörd är 440 millimeter. Den regnigaste månaden är juni, med i genomsnitt 117 mm nederbörd, och den torraste är januari, med 3 mm nederbörd.